# 大战略 ～钢铁战风～
《大战略 ～钢铁战风～》是一款由世嘉公司制作和发行的回合制战略类电子游戏，场景发生在第二次世界大战。本游戏最初于1995年9月22日在日本地区世嘉土星发行。
《电子游戏月刊》给予本游戏8/10的分数。